# James Dunlop (Fußballspieler)
James Dunlop (* 17. Mai 1870 in Gourock; † 11. Januar 1892 in Paisley) war ein schottischer Fußballspieler, der für den FC St. Mirren und die schottische Fußballnationalmannschaft spielte.

## Karriere und Leben
Im Jahr 1888 kam der Außenstürmer zum größten Verein der Stadt, dem FC St. Mirren. Am 23. August 1890 absolvierte er für die Saints sein erstes Pflichtspiel gegen den FC Renton. Im Jahr 1890 absolvierte Dunlop ein Länderspiel für die schottische Nationalmannschaft gegen Wales. Während eines Ligaspiels der Saison 1891/92 am Neujahrstag 1892 gegen den FC Abercorn fiel Dunlop auf ein Stück Glas, wodurch Tetanus einsetzte und er zehn Tage später im Alter von 22 starb. In seiner Geburtsstadt wurde zu seinen Ehren das noch heute bestehende Denkmal auf dem Woodside Friedhof für ihn errichtet.